# Telescopio Óptico Nórdico
El Telescopio Óptico Nórdico o Nordic Optical Telescope (nombre oficial, en inglés) o NOT es un telescopio astronómico localizado en el Observatorio del Roque de los Muchachos, en el pico más alto de La Palma, en Canarias. Su primera observación tuvo lugar en 1988, comenzado a funcionar plenamente en 1989. Está dirigido por un comité formado por Dinamarca, Suecia, Islandia, Noruega y Finlandia, pero cualquier astrónomo de cualquier nacionalidad puede usarlo según acuerdos internacionales. 
Se trata de un telescopio de 2,56 m con la siguiente instrumentación:
- ALFOSC -- Espectógrafo de objetos difusos, con una cámara de 4 Megapíxeles.
- NOTcam -- Cámara y espectógrafo de rayos infrarrojos HgCdTe Hawaii de 1 Megapíxel .
- MOSCA -- Cámara CCD de 16 Megapíxeles.
- SOFIN -- Espectógrafo CCD de alta resolución (hasta R=170.000).
- StanCam -- Cámara CCD permanente de 1 Megapíxel.
- LuckyCam -- Cámara de alta velocidad y bajo ruido L3Vision para imágenes afortunadas.
- TURPOL -- Fotopolarímetro UBVRI.
- FIES -- Espectrógrafo Echelle de alta resolución (hasta R=60.000) y gran estabilidad térmica y mecánica.